# Obrighoven
Obrighoven ist ein Ortsteil der Hansestadt Wesel am Niederrhein. Er liegt am östlichen Stadtrand und hat 5.048 Einwohner (Stand 2021).

## Geographie
Obrighoven liegt einige Kilometer nordöstlich der Weseler Innenstadt und gehört zum Stadtteil Obrighoven-Lackhausen, der bis 1969 eine eigenständige Gemeinde war. Der Ortsteil umfasst in seinem westlichen Teil einen städtisch geprägten Siedlungsraum, Richtung Osten ist das zum Ortsteil gehörende Gebiet jedoch ländlich geprägt. Dieses Gebiet zwischen dem Ortskern von Obrighoven und der A 3 umfasst viele Bauernhöfe und landwirtschaftliche Flächen, zusätzlich gibt es um die Straße Am Pliesterfeld eine kleine Siedlung. Rund um die Rudolf-Diesel-Straße liegt ein Gewerbegebiet, dessen mögliche Ausweitung Richtung Osten zur Diskussion steht. Nördlich des Ortes verläuft die Issel.
Die im Süden gelegene Bundesstraße 58 bildet die Grenze zum Ortsteil Wittenberg und für einen kurzen Abschnitt zum stadtnahen Fusternberg. Das direkt südlich der Straße gelegene Evangelische Krankenhaus Wesel gehört daher zu Wittenberg. Im Westen grenzt Obrighoven entlang der von der B 58 abzweigenden Bundesstraße 70 an Schepersfeld, das direkt vor der Innenstadt liegt. Im Nordwesten befindet sich die Grenze zu Lackhausen und im Osten grenzt der Ortsteil an die Gemeinde Hünxe mit deren Ortsteil Drevenack. Durch Obrighoven verlaufen mehrere Buslinien.

## Geschichte und Entwicklung
Im Mittelalter gehörte Obrighoven zum Kirchspiel Wesel rund um die Stadt. Es bestand vor allem aus den Bauernschaften Hasselt nahe der heutigen Brüner Landstraße (B 70) und Blistern. Letztere ist heute noch erkennbar am Pliesterhof, der Teil der Siedlung am Pliesterfeld ist. Nach der Reformation um 1540 wurde Obrighoven überwiegend von Calvinisten bewohnt, besaß aber weder eine protestantische noch eine katholische Kirche. Kirchen für beide Konfessionen entstanden in Obrighoven bzw. Wittenberg erst im frühen 20. Jahrhundert. 1684 entstand auf Initiative der Stadt Wesel die Reformierte Schule am Lauerhaas. Heute ist der Ortsteil Hauptstandort der Städtischen Gesamtschule am Lauerhaas. 1824 vereinigte sich Obrighoven mit dem angrenzenden Lackhausen zur Gemeinde Obrighoven-Lackhausen, die bis 1848 von Wesel mitverwaltet und danach erst eigenständig wurde. 1832 hatte Obrighoven 507 Einwohner und war damit geringfügig größer als Lackhausen.
Obrighoven nördlich der B 58 wird in Abgrenzung zu Wittenberg auch teilweise Lauerhaas genannt. Dieser Name geht auf den Begriff Lurhuus zurück, was einen Wachposten an der heutigen Brüner Landstraße (B 70) bezeichnete. Die 1931 fertiggestellte Kirche am Lauerhaas bezieht sich ebenso wie die historische und die aktuelle Schule auf diese Ortsbezeichnung. Das Kirchengebäude bestand den Krieg fast unbeschadet, obwohl Obrighoven 1945 von den Luftangriffen auf Wesel betroffen war und einige Gebäude komplett zerstört wurden. Nach Kriegsende diente die Kirche unter anderem als Unterkunft für Flüchtlinge aus den Ostgebieten. 1975 wurde sie etwas umgestaltet und 1996 wurde ein Gemeindezentrum angebaut. Zu den lokalen Vereinen gehört ein 1925 gegründeter Reitverein namens RV Sankt Hubertus Obrighoven, dessen heutige Reithalle in Wittenberg liegt. Mit dem Ostbad hatte Obrighoven auch ein Schwimmbad, das im Juli 2005 vorwiegend aus Kostengründen geschlossen wurde. Generell ist Obrighoven seit dem Zweiten Weltkrieg deutlich gewachsen und städtischer geworden. Mit 5.048 Einwohnern im Jahr 2021 hat Obrighoven allein mehr Einwohner als vor dem Krieg die gesamte Gemeinde Obrighoven-Lackhausen, die 1939 auf 3.192 Einwohner kam.

## Bauwerke
- Evangelische Kirche am Lauerhaas
- Gut Isselhorst
- Historische Mühle („Mühle Beckmann“) von 1860[13]
- ehem. Rathaus von Obrighoven-Lackhausen an der Birkenstraße[14]